# モーツァルトとプラハ

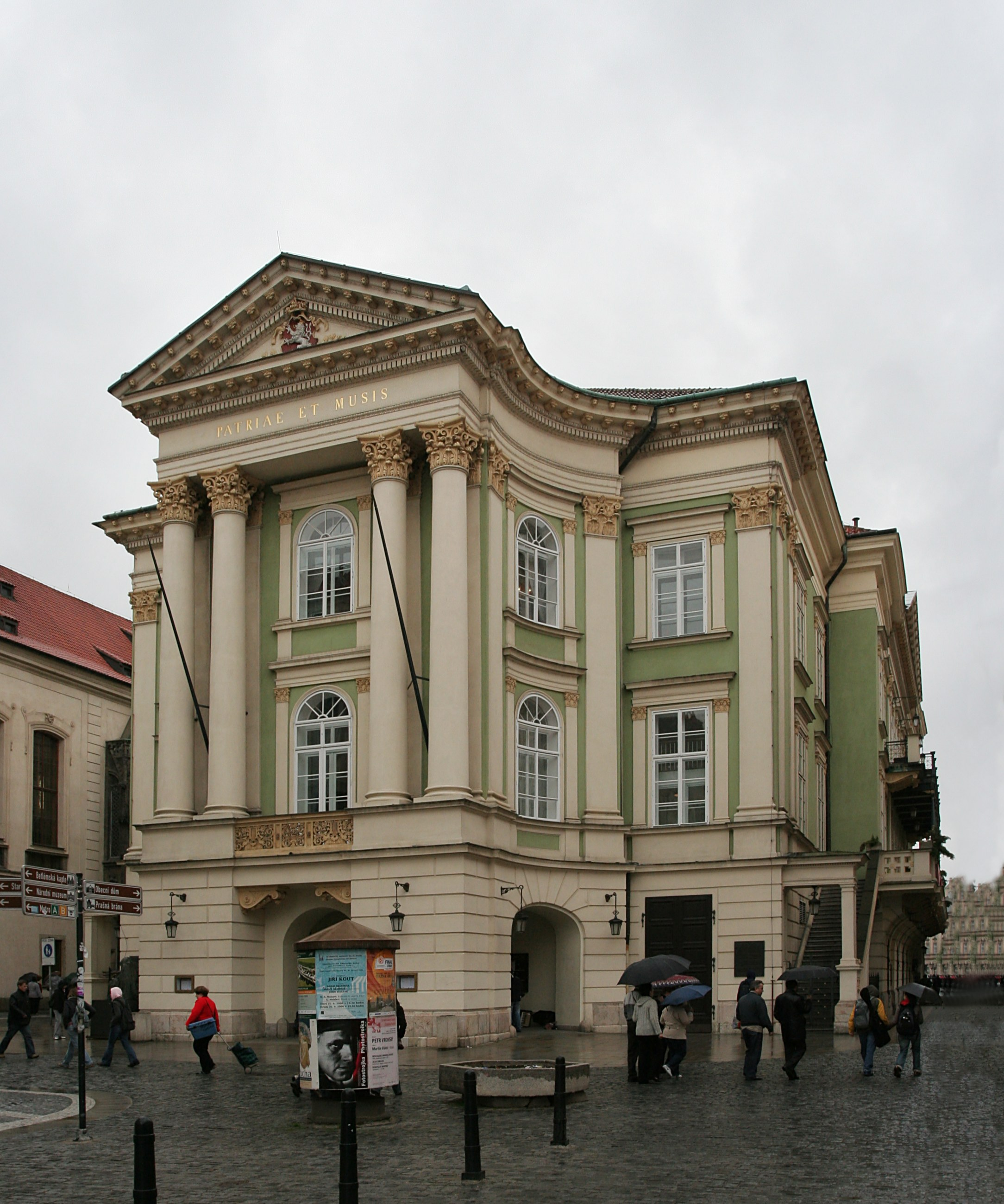
モーツァルトによる2つのオペラの初演が行われたプラハのエステート劇場

ヴォルフガング・アマデーウス・モーツァルトとプラハの深いつながりは、音楽史上においてよく言及される。18世紀後半にモーツァルトの音楽がプラハにおいて特別に評価されていたことに疑いの余地はない。ダニエル・E・フリーマンいわく、その根拠としてしばしばあげられるモーツァルトの「我がプラハは、私を理解してくれる」という言葉は直接の象限にもとづくものではないが、それでもプラハにおいてモーツァルトは高い人気を博していた。プラハの人々がモーツァルトの音楽を評価していたことを証明する直接の根拠として最も価値があるのは、プラハでいち早く公演が行われたモーツァルト作曲のオペラ『ドン・ジョヴァンニ』の作者であるロレンツォ・ダ・ポンテが残した資料であろう。ダ・ポンテはプラハの人々がモーツァルトに夢中であったと書き残している。
プラハの街とモーツァルトのつながりを示す最も重要な遺産は『ドン・ジョヴァンニ』と『皇帝ティートの慈悲』という2つのオペラの作曲と、「交響曲第38番」（通称「プラハ」）の初演である。この曲はモーツァルトが1787年のはじめに初めてプラハを訪問した際に行われた公演のために書き上げたものだとも言われている。

## プラハ訪問の背景
ダニエル・E・フリーマンは、1780年代のモーツァルトが活動拠点にするほど魅力的であった当時のプラハの状況に対し、最も包括的な評価を行った。モーツァルトがプラハに魅力を感じていた理由を探る上で最も重要なことは、プラハの人口増加により、音楽好きの人々の数がその数十年前と比べて増加していたということだ。1612年に神聖ローマ皇帝ルドルフ2世が亡くなったことでハプスブルク帝国の宮廷がプラハから移出し、さらに30年戦争の影響もあって深刻になっていた人口減少問題からようやく立ち直った直後の時期に、モーツァルトがプラハを訪問した。国王はウィーンに住んでいたものの、プラハは常にボヘミア王国の首都としての確固たる威厳を保ってはいた（ボヘミア国王は神聖ローマ皇帝とハプスブルク家主を兼任していた）。しかし、ルドルフ2世の死後、プラハがヨーロッパの中心地という地位に見合った文化施設を再建するのには約1世紀もの年月を要し、ボヘミアの有力貴族たちによる経済援助なしには立ちゆかなかった。市民生活が回復すると、新たに壮麗なオペラ劇場の建設が実現した。劇場は1783年にオープンし、当時はボヘミア王国の国立劇場として知られていて、建設費用は見識ある貴族、フランツ・アントン・フォン・ノスティッツ＝リーネックにより、たったひとりでまかなわれた。
劇場はのちにボヘミア王国によって買い取られ、現在はエステート劇場として知られている。モーツァルトの音楽活動の中でもオペラの上演の重要性を考慮すると、この劇場の建設は、1786年に彼がプラハの街と深いつながりを持ち始める上でほとんど必須であったと言えるほど重要な役割を果たした。プラハオペラオーケストラを中央ヨーロッパにおいて最も優れたアンサンブルに仕立て上げたヨハン・ヨーゼフ・ストロバッハという素晴らしい指揮者の台頭もまた、モーツァルトがプラハに惹かれた決定的な理由であった。プラハ出身のミュージシャンたちと、前例のないほど国際的なつながりを持っていたデュシェック夫婦（フランティシェク・クサヴェル・デュシェックとヨゼーファ・デュシェック）がボヘミアの地に残ることを選んだことも、プラハの街を魅力的にした要素であった。ヨゼーファは特に頻繁にモーツァルトの故郷であるザルツブルクを訪れていたので、モーツァルトとは深い親交があった。ザルツブルクにはヨゼーファの親戚がいて、彼女の祖父はかつてザルツブルク市長を務めていた。
モーツァルトのプラハ訪問の直接の動機は、1783年に制作し、エステート劇場で最初に上演されたオペラの一つである『後宮からの誘拐』が大盛況だったことで、プラハにおいてモーツァルト作品への関心が高まったからであった。この公演によりプラハ市民はモーツァルトの器楽に対する関心を高め、1786年5月にウィーンで初演された際にはそこそこ成功したという程度にすぎなかった『フィガロの結婚』がエステート劇場で上演されることとなった。

## モーツァルトとプラハのかかわり

### 『フィガロの結婚』のプラハでの初公演
ウィーンで初披露されたモーツァルトのオペラ『フィガロの結婚』は、1786年末のプラハ公演で大成功を納めた。プラハの新聞Oberpostamtzeitung紙の記者は、「(ここにいる誰もが断言できるが)イタリアのオペラ『フィガロの結婚』のようなセンセーションをかつて誰も起こしたことはない。すでに幾度かプラハで上演され、絶え間ない喝采を浴びている。」と書き残している。

### 交響曲第38番（プラハ）の初演
モーツァルトが最初にプラハを訪れたのは1787年の1月11日であり、2月の第2週まで滞在していた。彼はどこへ行っても歓迎された。 1月の19日には金銭的利益を上げるためにコンサートを開き、交響曲「プラハ」を初披露した。このコンサートにおいてモーツァルトはピアノで、『フィガロの結婚』の有名なアリアである「もう飛ぶまいぞ、この蝶々」(Non più andrai)の変奏曲を含む即興演奏も披露し、後にモーツァルトはこの日を「人生において最も幸せだった日の一日だった」と回想している。ダニエル・E・フリーマンは、このときモーツァルトが聴衆から受けたレベルの賛美の声は、18世紀に作曲者兼演奏家として認められていたどの音楽家も経験したことのないようなレベルのものであったことを指摘している。

### 『ドン・ジョヴァンニ』初演
モーツァルトは自らのオペラである『ドン・ジョヴァンニ』の初公演の監督を手伝うために、プラハに二度目の訪問をした。 彼は1787年の10月4日にプラハに到着し11月の12日か13日まで滞在した。『ドン・ジョヴァンニ』の初演は1787年の10月の15日に行われる予定であったが、29日まで公演の準備が完了できなかった。この公演は熱狂的に受け入れられ、Prager Oberpostamtzeitung紙は、「耳の肥えた観客と演奏家たちはプラハにおいてこのような演奏を聴いたのは始めてだと言う」と述べ、「このオペラの演奏は（中略）極めて難しい」と伝えた。

### ３回目と4回目のプラハ訪問
カール・アロイス・フォン・リヒノフスキー侯爵とともにベルリンを訪れる道中、1789年4月10日にモーツァルトはプラハを通過し、ウィーンに戻る際にはおそらく１〜2日間滞在した後、1789年の5月31日に町を出た。

### 『皇帝ティートの慈悲』初演
1791年の9月にプラハで行われたレオポルト2世のボヘミア国王としての戴冠式に伴って行われた祝祭のため、モーツァルトは『皇帝ティートの慈悲』を書き上げた。真偽は定かではないが、アントニオ・サリエリがこの仕事を断った後にモーツァルトが委託を受けたとされている。モーツァルトは1791年の8月28日にプラハに到着し、9月の第3週にプラハを出た。初公演は1791年の9月6日に行われた。 

### プラハでの追悼式典
1791年の12月5日にモーツァルトがこの世を去った後にプラハから彼に向けられた深い哀悼の念は、他のどのヨーロッパの都市のものよりも大きかった。ダニエル・E・フリーマンは、歴史上の偉大な音楽家の一人であったモーツァルトがウィーンでは特別な演奏や哀悼者による目立った弔意表明もなく埋葬された一方で、1791年の12月14日にプラハで行われた最初の追悼記念式では数千人が参列し、無給での出演を受け入れた100人を超える音楽家らによって豪華なレクイエムが披露されたことを指摘している。

## なぜモーツァルトはプラハに住まなかったのか？
『ドン・ジョヴァンニ』の公演の後、モーツァルトはプラハに拠点を置いて他のオペラ作品を書くよう申し入れを受けていた可能性もあったが、彼はウィーンに戻ることを選んだ。メイナード・ソロモンは、モーツァルトがプラハに残らなかった理由は、第一にプラハがウィーンで見つけられるような音楽的才能に欠けていたことが理由だと述べた。加えて、モーツァルトのような職業は貴族階級の支援によって成り立っていたが、プラハは一地域の首都にすぎなかった。18世紀後半のプラハには、作曲家モーツァルトの才能に見合った仕事を提供できるパトロンも、音楽施設も無かった。その上、ダニエル・E・フリーマンはプラハにおけるオペラの上演が、18世紀の間中いかに不安定だったかを指摘している。実際、プラハで上演されていたイタリアのオペラ作品は1789年に公演を中止し、1791年まで再び上演されることはなかった。これは、オペラの興行主であったドメニコ・グアルダソーニの辞任と、同じく興行主であったパスクアレ・ボンディーニの死が原因であった。
モーツァルトがプラハに残らなかったその他の考えられる理由として、フォルクマール・ブラウンベーレンスはニック・シェンクを引用しつつ、ウィーンでモーツァルトが後任を狙っていた宮廷作曲家のポスト（最終的に仕事をもらうが、とても少ない俸給であった）に身をおいていたグルックが1787年の11月に亡くなったからだと唱えている。モーツァルトは職をもらうためのロビー活動をするために地元に帰る必要があった。ダニエル・E・フリーマンは、宮廷での職に任命されるということはモーツァルトがその後ウィーン以外のどの都市にも住むことができないことを意味していたと指摘している。宮廷での職をもらうことによる名声と合わせて、今後宮廷から得られるかもしれないさらなる職と名誉の可能性を考えると、プラハで得られたどんな活動機会もモーツァルトにとっては比較的、魅力のないものになった。